# 御幸村 (石川県)
御幸村（みゆきむら）は、石川県能美郡に存在した村。
由来は、花山法皇が当地に一時滞在して住んでいた時に、加賀三湖を望む三湖台に上り、周囲を眺望されたという伝承による。なお、花山法皇が上ったという所は「御幸塚」と呼ばれ、現在の今江町にあった今江城は別名「御幸塚城（御幸城）」とも言われていた。

## 地理
- 現在の小松市の西端にあたる。
- 今江潟、柴山潟、木場潟の加賀三湖全てに面していた。日末、浜佐美の各地区は日本海に面した。そのため、当時は漁業も発達していた。
- 当時の農業での主な産物は、米、麦、野菜、果物、その他の産業は養蚕業、織物業、製陶など。
- 河川: 前川、串川

## 歴史
- 1907年（明治40年）8月5日 - 串村、末佐美村及び今江村が合併して、御幸村が発足する。
- 1913年（大正2年） - 御幸野台地の開拓事業が始まる。
- 1940年（昭和15年）12月1日 - 小松町、安宅町、牧村、板津村、白江村、苗代村、御幸村及び粟津村が合併して、小松市が発足する。御幸村の8大字は小松市の町名に継承。